# Doubravice (Katusice)
Doubravice je malá vesnice, část obce Katusice v okrese Mladá Boleslav. Nachází se asi 6,5 kilometru západně od Katusic.

## Historie
První písemná zmínka o vesnici pochází z roku 1342.

## Obyvatelstvo
| Rok            | 1869 | 1880 | 1890 | 1900 | 1910 | 1921 | 1930 | 1950 | 1961 | 1970 | 1980 | 1991 | 2001 | 2011 | 2021 |
| -------------- | ---- | ---- | ---- | ---- | ---- | ---- | ---- | ---- | ---- | ---- | ---- | ---- | ---- | ---- | ---- |
| Počet obyvatel | 161  | 169  | 163  | 154  | 146  | 141  | 160  | 73   | 81   | 70   | 53   | 35   | 26   | 26   | 19   |
| Počet domů     | 29   | 31   | 31   | 28   | 29   | 29   | 27   | 28   | 21   | 18   | 17   | 20   | 19   | 19   | 16   |

## Obecní správa
Při sčítání lidu v letech 1869–1979 Doubravice byla samostatnou obcí, se kterým patřila nejprve do okresu Mnichovo Hradiště, ale v roce 1950 v okrese Doksy a v letech 1961–1979 v okrese Mladá Boleslav. Od 1. ledna 1980 je částí obce Katusice v okrese Mladá Boleslav.

## Pamětihodnosti
- Pozůstatky tzv. Sellnerova hradiště osídleného v raném středověku východně od vsi[7]
- Zvonička na návsi datovaná nápisem na boční stěně 1818 (J. V. Šimák uvádí kolem roku 1930 nápis nad vchodem 1816). Do roku 1917 se ve zvonici nacházel zvonek s nápisem I.C.S. 1781 a reliéfy P. Marie a Ukřižovaného[8]
- Litinový kříž na návsi na pískovcovém stylobatu z roku 1835, obnovený roku 1924[8]
- Kříž u silnice na Březovice na stylobatu z roku 1908. Vrcholový kříž je novější
- Litinový kříž na jižním okraji vsi

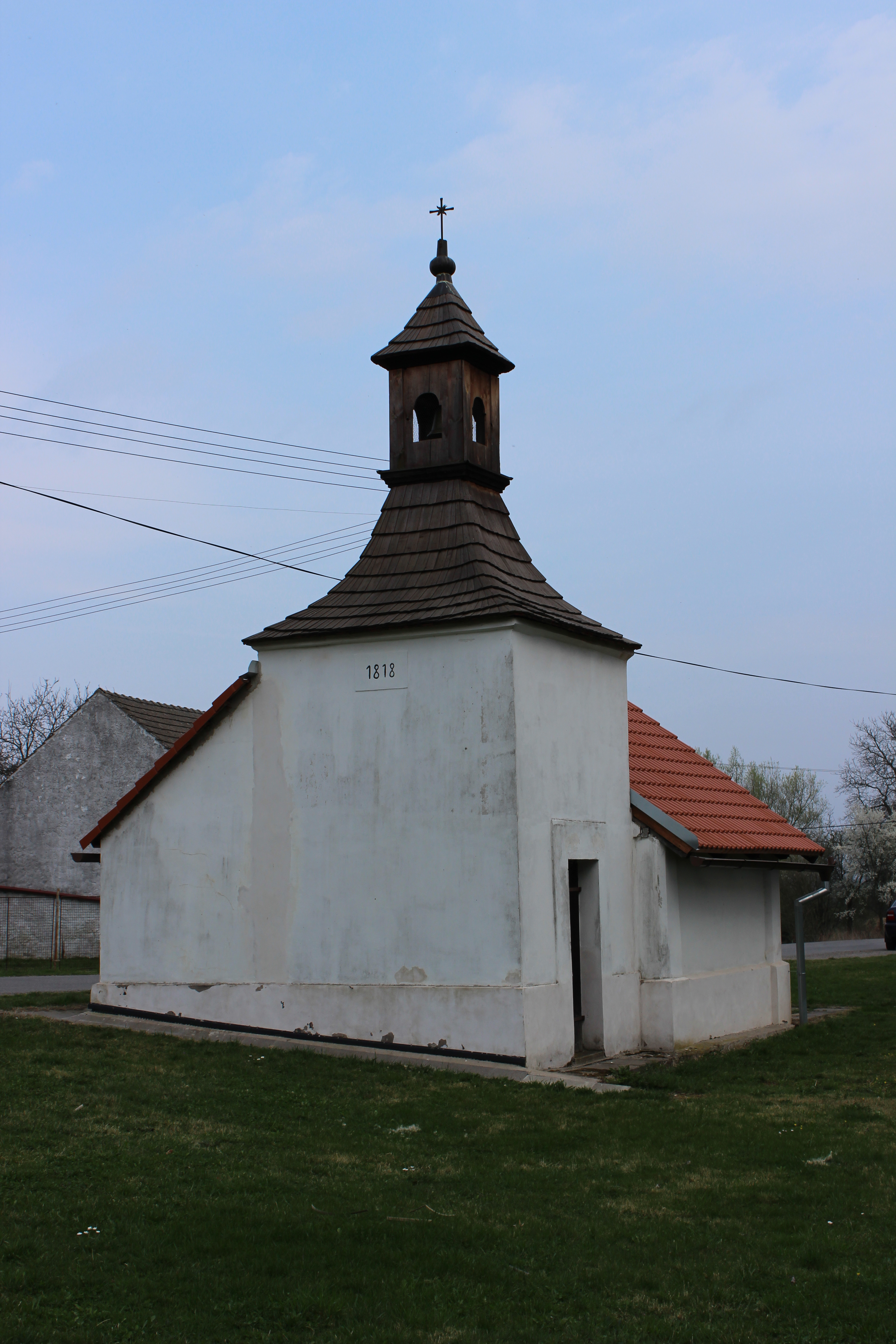
Zvonička na návsi
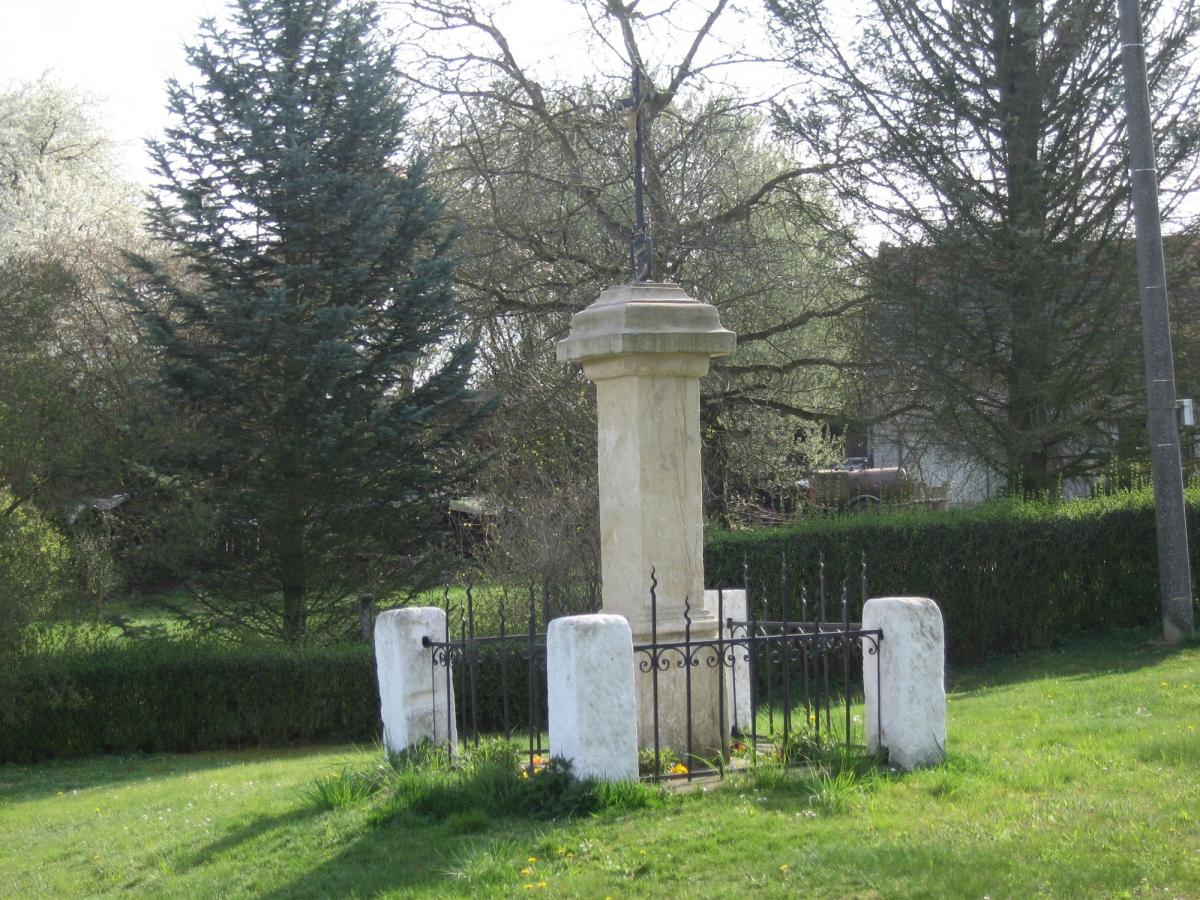
Kříž na návsi
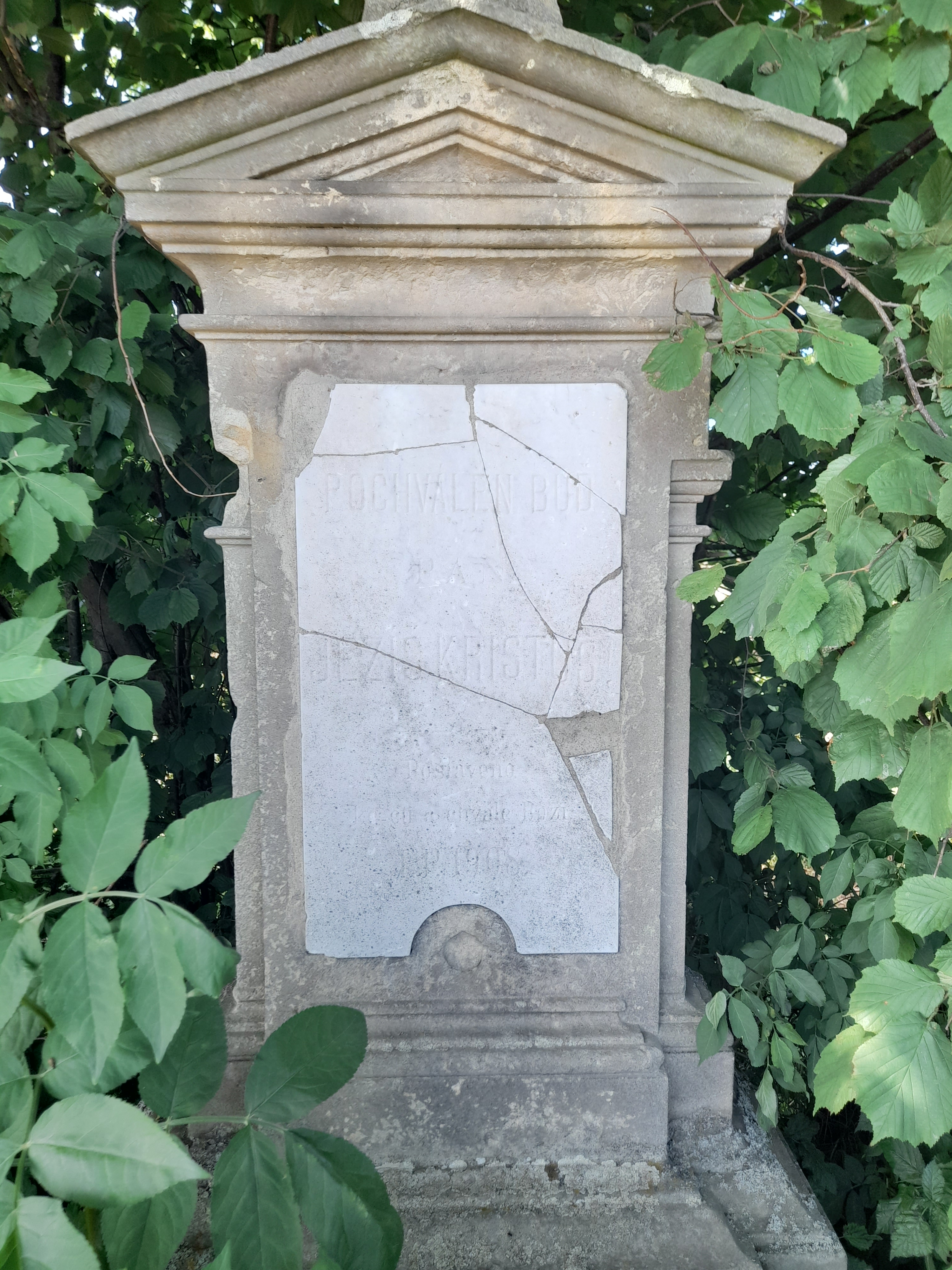
Stylobat kříže u silnice na Březovice
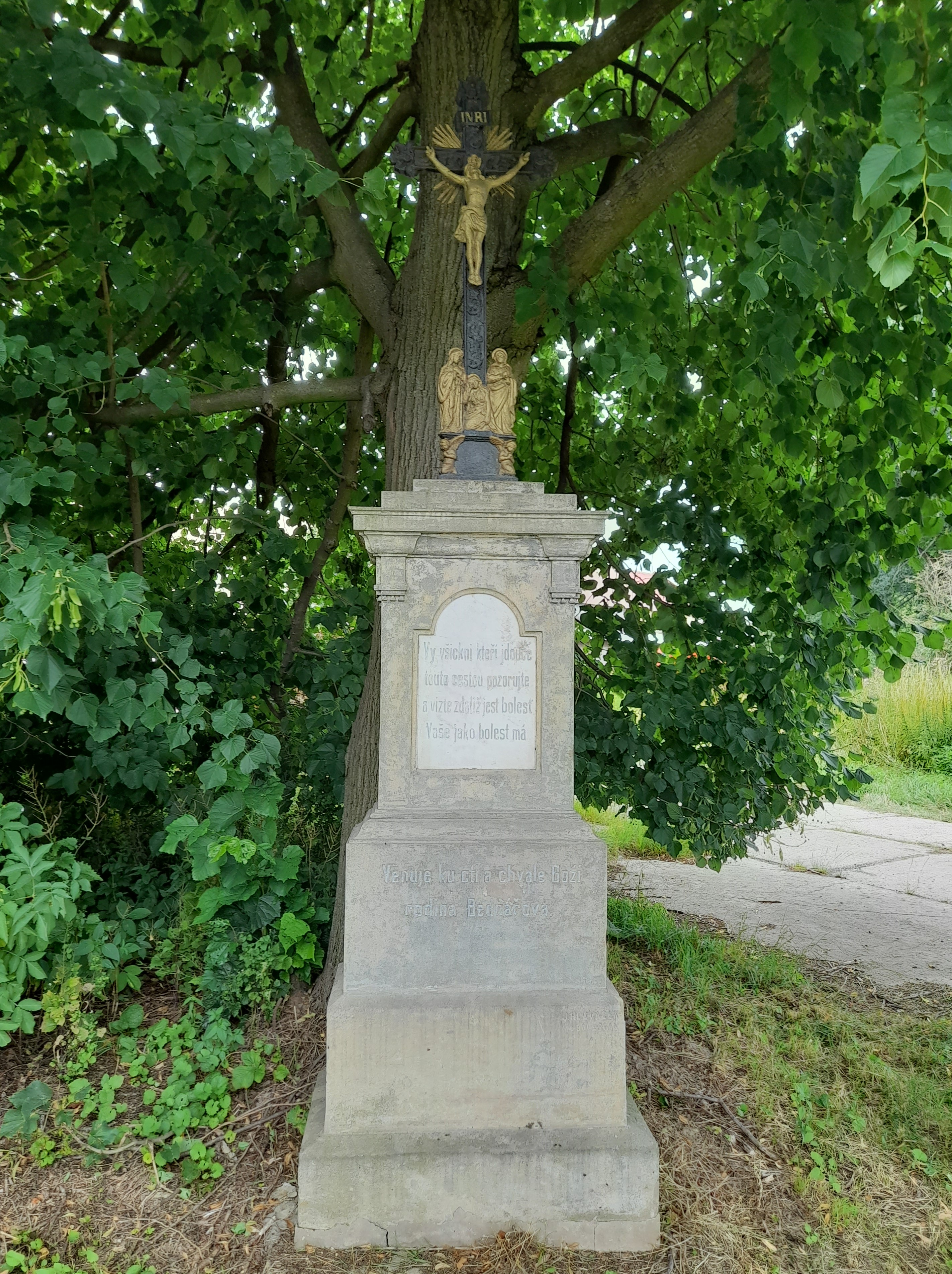
Kříž na jižním okraji vsi